# Roland Krug von Nidda
Roland Hans (auch Hans-Roland) Krug von Nidda (* 20. August 1895 in Dresden; † 4. Mai 1968 in München) war ein deutscher Offizier, Jurist, Diplomat und  Journalist. Er war ab 1933 Korrespondent der Deutschen Allgemeinen Zeitung in Paris und von 1941 bis 1943 Leiter der Zweigstelle der Deutschen Botschaft in Vichy. Nach dem Krieg wirkte er als Schriftsteller und Übersetzer.

## Leben
Er entstammt dem hessischen Adelsgeschlecht Krug von Nidda und war der Sohn des damaligen Rittmeisters und Flügeladjutanten des letzten sächsischen Königs Hans Krug von Nidda auf Gersdorf und der Jutta-Maria Freiin von Salza und Lichtenau. Sein Vater stieg während des Ersten Weltkriegs zum General der Kavallerie auf. Karl Ludwig Krug von Nidda ist sein ältester Bruder.
Krug von Nidda besuchte bis zum Abitur 1914 die humanistische Thomasschule zu Leipzig. Danach begann er ein Studium der Rechtswissenschaft an der Universität Leipzig.
1913 wurde er Leutnant. Während des Ersten Weltkriegs diente er als Ordonnanzoffizier im Stab der 192. Infanterie-Division (8. Königlich Sächsische), wurde zum Oberleutnant befördert und für seine Verdienste u. a. mit dem Ritterkreuz des Militär-St.-Heinrichs-Ordens und dem Ritterkreuz II. Klasse des Albrechts-Orden mit Schwertern ausgezeichnet.
Nach dem Waffenstillstand und seiner Demobilisierung beendete Krug von Nidda 1920 sein Jura-Studium und wurde zum Dr. jur. promoviert. Am 11. August 1920 trat er in den Dienst des Auswärtigen Dienstes ein und war ab 1922 beim „Vertreter des Auswärtigen Amtes beim Reichskommissar für die besetzten rheinischen Gebiete“ Albrecht Graf von Bernstorff in Koblenz beschäftigt. Zudem war er an der Deutschen Botschaft in Belgrad tätig. Er schied 1924 aus dem Staatsdienst aus. Bis 1931 war er Miteigentümer des Ritterguts Gersdorf bei Görlitz, das sich seit 1810 im Familienbesitz befand.
Ab 1933 war er Korrespondent der konservativen Deutschen Allgemeinen Zeitung (DAZ) in Paris und dort ab 1935 Vorsitzender der deutschen Journalistenvereinigung. Außerdem arbeitete in Hamburg, London, Moskau, Wien und Zürich. Zum 1. Mai 1933 war er der NSDAP beigetreten (Mitgliedsnummer 2.592.021). Seit dem 13. März 1933 war er Mitglied der SA, bei der er 1942 zum Sturmbannführer und 1944 zum Obersturmbannführer ernannt wurde. Krug von Nidda war Mitglied im Deutschen Herrenklub. Für seine Verdienste um den Nationalsozialismus erhielt er 1944 das Kriegsverdienstkreuz I. Klasse.
Anfang 1940 kehrte er in den Auswärtigen Dienst zurück und wurde im Range eines Generalkonsuls, 1943 eines Gesandten, im November 1941 Leiter der Zweigstelle der Deutschen Botschaft bei der Vichy-Regierung in Vichy. Ab 1942 erfolgte die Deportation der Juden aus Frankreich in das  Konzentrationslager Auschwitz, bei der die Vichy-Regierung und die deutsche Botschaft unter Otto Abetz zusammenwirkten. So berichtete Krug von Nidda Anfang 1942, dass er nach Gesprächen mit François Darlan den Eindruck habe, dass die Französische Regierung froh sei, wenn sie die Juden auf irgendeine Weise los werde, und suggerierte dem Judenbeauftragten in der Pariser Botschaft Carltheo Zeitschel und dem SS-Führer Theodor Dannecker, dass man der Vichy-Regierung vorschlagen könne, 1.000 bis 5.000 Juden monatlich abzutransportieren. Krug von Nidda wurde 1943 von Außenminister Joachim von Ribbentrop nach Berlin versetzt, wo er in einer politischen Unterabteilung Vorsitzender des „Flämisch-Wallonischen Ausschusses“ des Auswärtigen Amtes war. Er knüpfte Kontakte zum Internationalen Roten Kreuz in Genf, um die Haftbedingungen für politische Gefangene in Frankreich zu lindern und ihre Befreiung zu erlangen.
Von September 1945 bis zum 12. Dezember 1947 war Krug von Nidda in französischer Haft. Über seine Entnazifizierung ist nichts bekannt. Danach lebte er als freier Schriftsteller (Pseudonym Ray Castres) und Übersetzer aus dem Französischen, Niederländischen und Englischen. Seine Herausgabe der Anastasia Romanowa-Memoiren fand in den 1950er Jahren weltweites Interesse und wurde in viele Sprachen übersetzt. Die echte Großfürstin Anastasia Romanowa war allerdings schon 1918 ermordet worden. Die zum großen Teil erfundenen Memoiren stammten von Anna Anderson, die bis zu ihrem Tod behauptete, die jüngste Zarentochter Anastasia zu sein. Im Februar 1970 entschied der Bundesgerichtshof in der Anastasia-Entscheidung, dass ihre Identität und der daraus resultierende Erbanspruch weder zu beweisen noch zu widerlegen war. Mittels DNA-Analyse konnte erst 1994 nachgewiesen werden, dass sie nicht mit der Zarenfamilie verwandt gewesen war.

## Werke (Auswahl)
- Marianne 39. Frundsberg-Verlag, Berlin 1939.
- Pleins pouvoirs? Frankreichs Furcht vor der Zweitrangigkeit. Frundsberg-Verlag, Berlin 1939 (mit Jean Giraudoux).
- Französische Elegie. Rütten & Loening, Potsdam 1941.
- Ich, Anastasia, erzähle. Aufzeichnungen und Dokumente der Grossfürstin Anastasia von Russland. Scheffler, Frankfurt a. M. 1957.
- Henry Dunant. Genie der Menschlichkeit. Wunderlich, Tübingen 1959.
- Eugen von Savoyen. Ein unabhängiges Gewissen. Amalthea Verlag, Wien/München/Zürich 1963.
- Der Weg nach Sarajewo. Franz Ferdinand. Amalthea Verlag, Wien/München/Zürich 1964.
- 1866. Königgrätz. Zwei Auffassungen von Deutschland. Amalthea Verlag, Wien/München/Zürich, 1966.
- 1848. Zwischen den Revolutionen. Der Kampf des Paulskirchenparlamentes um die deutsche Einheit. Amalthea Verlag, Wien/München/Zürich, 1966.